# 光永秀時
光永 秀時（みつなが ひでとき）は、戦国時代の武将。毛利氏の家臣で、毛利氏庶流である光永氏の当主。

## 生涯
安芸国の国人・毛利氏の庶流である坂広秋の三男として生まれる。
大永3年（1523年）に毛利元就が毛利氏の家督を継承する際には、元就の家督相続の推進役の一人となり、翌大永4年（1524年）に元就の家督相続に不満を抱いた一門の坂広秀らが元就の異母弟である相合元綱を擁立して叛旗を翻した際も、秀時は同調せず元就に従っている。
大永7年（1527年）、備後国三谿郡和智郷における細沢山合戦において尼子軍相手に奮戦し、同年8月9日に嫡男・元方と共に元就から感状を与えられる。
享禄5年（1532年）7月13日付の毛利氏家臣団32名が互いの利害調整を元就に要請した連署起請文では、7番目に「光永下総守元隆」と署名している。
秀時の最期について、『陰徳太平記』等によると以下の様に伝えられている。天文年間に毛利氏が尼子氏の傘下に入った際に赤川就秀らと共に人質として派遣されて月山富田城に滞在し、毛利氏が尼子氏から離反して大内氏の傘下に戻った際に元就から秘密裏に連絡を受けて月山富田城から赤川就秀らと共に脱走したが、逃げる途上の出雲国大原郡大東において追撃を受け、衆寡敵せず秀時ら15名が討死し、唯一逃げ延びた赤川就秀が吉田郡山城に帰還して尼子氏の情勢や月山富田城の詳細を元就に報告したという。
なお、秀時が討死したとされる島根県大原郡大東町の野田畦にある、碑面が磨損して梵字が僅かに残る古い五輪塔が秀時の墓であるという伝承がある。
秀時の死後、嫡男の元方が家督を相続し、子孫は長州藩大組士（禄高200石、後に180石）となっている。